# Franco Fanigliulo
Franco Fanigliulo, all'anagrafe Gian Franco (La Spezia, 9 febbraio 1944 – La Spezia, 12 gennaio 1989), è stato un cantautore italiano.
Cantautore italiano degli anni settanta, era molto teatrale nell'interpretazione dei suoi brani. Al Festival di Sanremo 1979 portò il brano A me mi piace vivere alla grande (composto da Riccardo Borghetti, Daniele Pace e Oscar Avogadro). Incise tre album per l'etichetta "Ascolto" di Caterina Caselli e, dopo un lungo silenzio, verso la fine degli anni ottanta iniziò a collaborare con artisti fra i quali anche Zucchero Fornaciari e Vasco Rossi. Prima che queste collaborazioni potessero portarlo a reintraprendere il lavoro da solista, il cantautore spezzino morì per un'emorragia cerebrale a 44 anni.

## Biografia
Figlio di un marconista della Marina Mercantile e di una pianista, inizialmente la passione per il mare lo portò, ancora molto giovane, ad imbarcarsi come marinaio per diversi anni fino a quando una malattia reumatica lo costrinse ad abbandonare. In seguito svolse diversi lavori saltuari (taglialegna, garzone di bottega, rappresentante di prodotti di bellezza ed infine agricoltore nell'entroterra ligure) componendo musica per hobby.
Scoperto da Franco Ceccarelli, uno dei fondatori dell'Equipe 84, venne presentato a Caterina Caselli che lo fece debuttare nella scuderia di una nuova casa discografica sotto l'egida della CGD, la "Ascolto", per incidere nel 1977 il primo album, prodotto ed arrangiato dallo stesso Ceccarelli, Mi ero scordato di me, largamente ispirato alla grande scuola degli chansonnier francesi, per le aperture melodiche, l'autobiografismo dei testi, e per certe tonalità della voce. Le canzoni di quell'album, composte in precedenza e attraverso un arco di tempo piuttosto lungo, iniziarono a destare l'attenzione dei critici. Sempre nel 1977, prende parte al film d'esordio di Roberto Benigni, diretto da Giuseppe Bertolucci, Berlinguer ti voglio bene, dove impersona il cantante di un improbabile gruppo musicale ("Romeo e Los Gringos") il quale, dopo aver eseguito gli struggenti brani Domani come oggi sarà e Davanti a me, annuncia in diretta, durante il concerto, la (finta) morte della madre di Mario Cioni, il personaggio interpretato dal comico toscano, con la conseguente reazione di quest'ultimo.
Nel 1979 si presentò al Festival di Sanremo con il brano A me mi piace vivere alla grande, dove mise pienamente in luce le sue doti di istrione; oltre a cantarlo, infatti, si abbandonava a gesti tipicamente teatrali. Il brano subì alcune vicissitudini censorie; in particolare si ventilò l'ipotesi di vilipendio alla religione per il passaggio «E adesso che Gesù / ha un clan di menestrelli / che parte dai blue-jeans / e arriva a Zeffirelli...», testo che si riferiva semplicemente al film Gesù di Nazareth e alla nota marca di jeans Jesus. Durante l'esibizione al festival, il verso foglie di cocaina voglio sentirmi male dovette essere cambiato in Bagni di candeggina voglio sentirmi uguale.
Sempre nel 1979, ma trasmesso nel maggio del 1980, prese parte ad una puntata del programma televisivo C'era due volte, per la regia di Enzo Trapani, con un brano inedito.
Subito dopo pubblicò un secondo album, Io e me che rimase il suo disco più completo e rappresentativo; nel 1980 ne seguì un terzo, Ratatam pum pum e nel 1982 il singolo La liberté con il quale concluse il rapporto con la "Ascolto", che cessò le pubblicazioni nello stesso anno. La popolarità conseguita a Sanremo non venne mantenuta col tempo, ma continuò comunque ad avere i suoi fans e critici favorevoli.
Nel 1983 entrò per brevissimo tempo nella scuderia della Numero Uno (casa discografica di Mogol e Battisti), sotto l'egida di Shel Shapiro, ex leader dei Rokes, il quale produsse ed arrangiò i quattro brani del Q Disc Benvenuti nella musica.
Subito dopo decise di ritirarsi dal mondo musicale, pur non abbandonandolo totalmente, ed acquistò una fattoria a Prati di Vezzano Ligure iniziando l'attività di allevatore di animali. Continuò comunque a comporre molti brani, rimasti in gran parte inediti, e nel 1987 ebbe l'opportunità di collaborare con Vasco Rossi e con diversi musicisti del suo staff, tra i quali Gaetano Curreri degli "Stadio" e  Massimo Riva della Steve Rogers Band. Pubblicò per l'etichetta del cantante di Zocca, la "Bollicine", il singolo L'Acqua Minerale nel quale si nota un drastico cambiamento dello stile musicale.
Nel 1987 collaborò in maniera determinante agli arrangiamenti ed alla realizzazione dell'album Blue's di Zucchero Fornaciari, con cui sviluppò una profonda amicizia interrotta dalla sopraggiunta morte, per un'emorragia cerebrale, all'età di 44 anni.
Fanigliulo stava preparando il suo ultimo album, intitolato provvisoriamente Sudo ma godo ed uscito postumo grazie all'interessamento dei due cantanti ed amici, col titolo Goodbye mai, che utilizzava registrazioni effettuate dal 1983 e conteneva brani come Mr. Wonderful e Napoli fa l'onda.

## Discografia

### Album in studio
- 1977 – Mi ero scordato di me (Ascolto, ASC 20007)
- 1979 – Io e me (Ascolto, ASC 20123)
- 1980 – Ratatam pum pum (Ascolto, ASC 20215)
- 1983 – Benvenuti nella musica (Numero Uno, ZG 70057; Q Disc)
- 1989 – Goodbye mai (Bollicine, BOL 1103)

### Singoli
- 1979 – A me mi piace vivere alla grande/Non si sa mai (Ascolto, ASC 10142)
- 1980 – Ratatam pum pum/La gramigna (Ascolto, ASC 10270)
- 1982 – La liberté/Con tenerezza (Ascolto, ASC 10369)
- 1987 – L'acqua minerale/La sposa che ride (Bollicine, BOS 101)
- 1988 – Napoli che fa?/Mr. Wonderful (Bollicine, BOS 102)